# Necustan

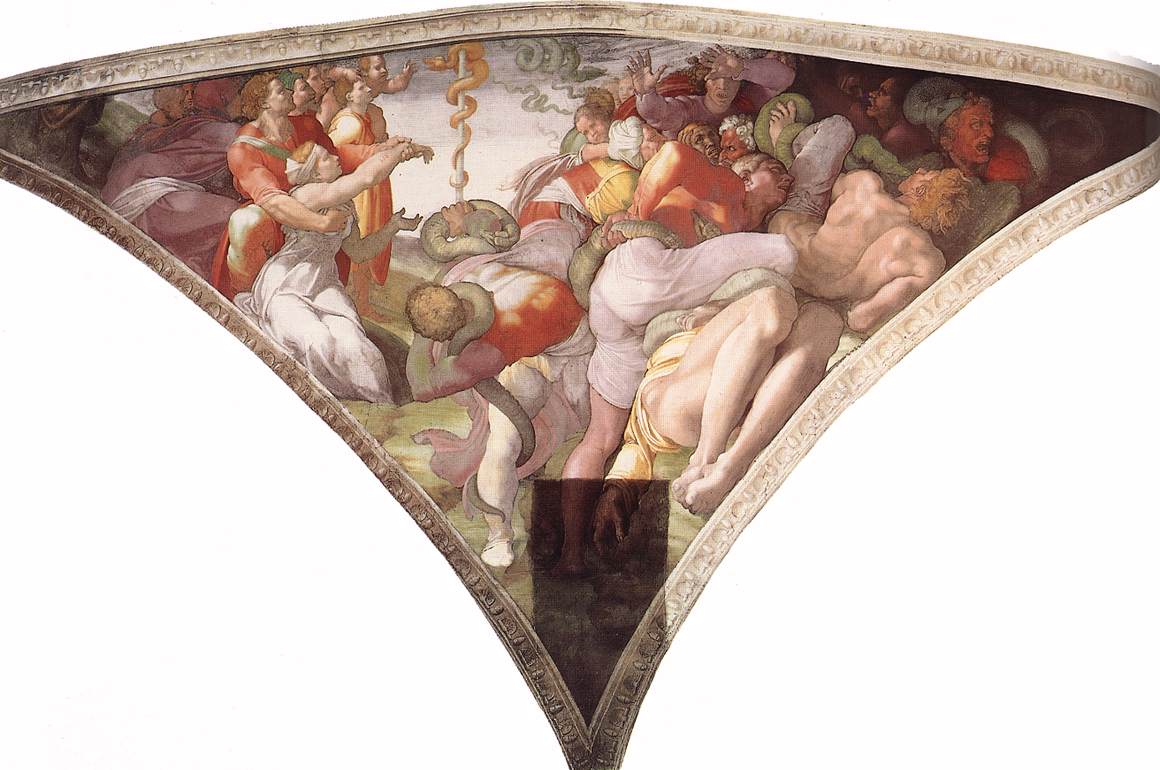
Michelangelo, il Serpente di bronzo, Cappella Sistina (1511-1512)

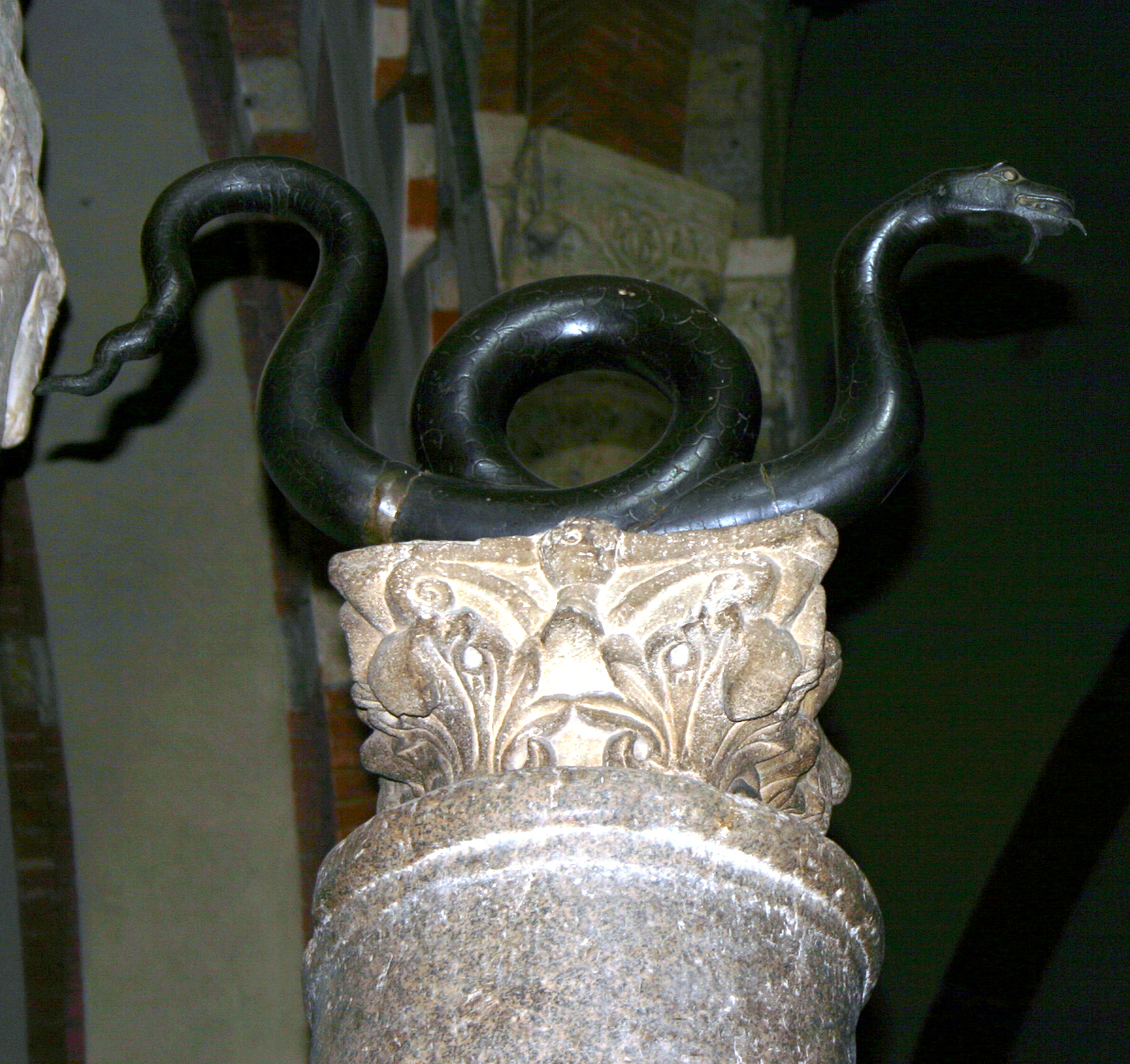
Il serpente della Basilica di Sant'Ambrogio

Necustan, Nehustan o Nehushtan (ebraico: נחושתן o נחש הנחושת) è il serpente di Mosè.

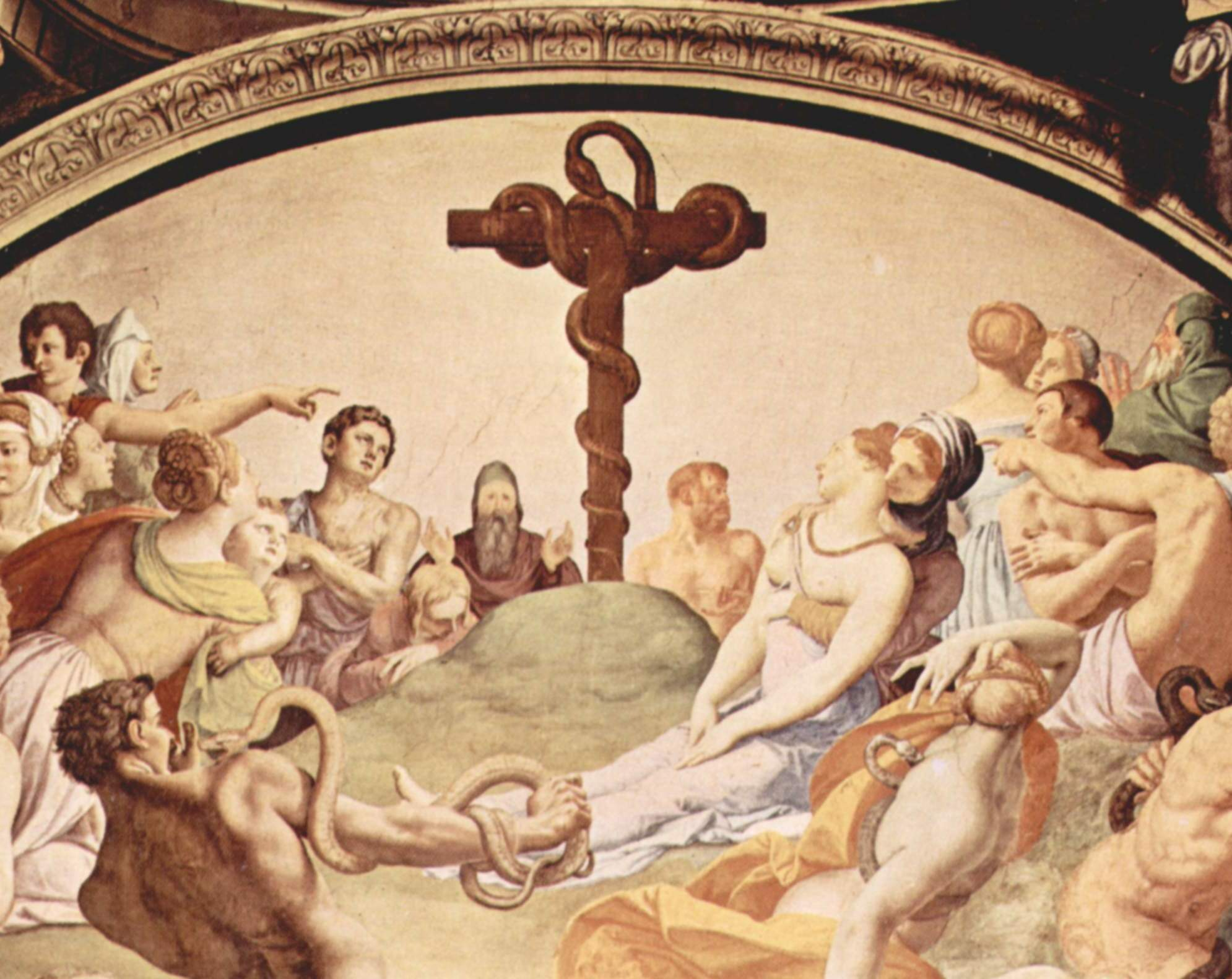
Agnolo Bronzino, Il serpente di bronzo, particolare dell'affresco della cappella di Eleonora di Toledo, Firenze, Palazzo Vecchio

## Vecchio Testamento
La Bibbia racconta che tutto iniziò quando Mosè, per convincere il Faraone che le sue parole venivano da Dio, buttò per terra il bastone di Aronne e questo si trasformò in serpente. Il Faraone dunque chiamò i suoi maghi che ripeterono l'incantesimo, ma, a prova della superiorità del Dio di Mosè, il serpente del patriarca mangiò i serpenti dei maghi del Faraone.
L'aspetto riguardante il "bastone magico" ha poi generato molte leggende creando un proprio filone.
Il "serpente" invece ritorna nella Bibbia quando Dio, in seguito alle lamentele per la durezza del viaggio nel deserto, manda fra gli Israeliti dei serpenti velenosi che mietono numerose vittime. Il popolo pentito si rivolge allora a Mosè affinché preghi il Signore di allontanare i serpenti. Dopo che Mosè ebbe pregato, Dio gli ordina di forgiare un serpente di bronzo e di collocarlo in vista del popolo: chiunque fosse stato morsicato dai serpenti velenosi, si sarebbe potuto salvare solo guardando verso il serpente di Mosè.
Col passare degli anni però il serpente diventa un idolo e né i sacerdoti né i re né i profeti riescono a sradicarne il culto. Solo re Ezechia di Giuda (716 a.C. - 687 a.C.), con gran coraggio, distrugge tutti gli idoli e anche il Nehustan, il serpente di Mosè.
Al di fuori delle fonti bibliche, vi è chi pensa che, come ai tempi di Ezechia ancora adesso, al Nehustan è attribuito il potere di guarire i malanni. Alla fine dei tempi scenderà dalla colonna per raggiungere la valle di Giosafat, il luogo dell'Ultimo Giudizio.

## Nuovo Testamento
Nel Vangelo di Giovanni, Gesù discute il suo destino con un maestro ebreo di nome Nicodemo e fa un confronto tra l'innalzamento del Figlio dell'uomo e l'atto del serpente sollevato da Mosè per la guarigione del popolo. Gesù lo applicò come un presagio del proprio atto di salvezza mediante l'essere innalzato sulla croce, affermando: "E, come Mosè innalzò il serpente nel deserto, così bisogna che il Figlio dell'uomo sia innalzato, affinché chiunque crede in lui abbia vita eterna. Perché Dio ha tanto amato il mondo, che ha dato il suo unigenito Figlio, affinché chiunque crede in lui non perisca, ma abbia vita eterna" (Giovanni 3:14-16).

## Nehustan e l'arte
L'arcivescovo Arnolfo II da Arsago, intorno all'anno 1000, portò a Milano da uno dei suoi viaggi un serpente di bronzo e ancora adesso si trova nella Basilica di sant'Ambrogio a Milano, dov'è posto su di una colonna, al lato sinistro della navata centrale.
- Il Serpente di bronzo venne affrescato in un pennacchio della volta della Cappella Sistina da Michelangelo
- Il Serpente di bronzo, conservato alla National Gallery di Londra, è un dipinto ad olio su tela di cm 186,4 x 264,5 realizzato tra il 1638 ed il 1639 dal pittore Peter Paul Rubens.
- Un quadro dallo stesso soggetto fu dipinto nel 1621 da Antoon van Dyck e si trova attualmente al Museo del Prado di Madrid.
- Tra il 1540 e il 1545 il Bronzino dipinse nella cappella di Eleonora di Toledo in Palazzo Vecchio a Firenze un affresco intitolato Adorazione del serpente di bronzo.
- Jacopo Tintoretto dipinse a partire dal 1564 le decorazioni della Scuola Grande di San Rocco di Venezia, che nella Sala Superiore conserva Il miracolo del serpente di bronzo.